# San Daniele del Carso
San Daniele del Carso, già San Daniele (in sloveno Štanjel, in tedesco St. Daniel, in friulano San Denêl dal Cjars) è una località slovena posta all'interno del comune di Comeno. Il paese prende nome dal suo patrono san Daniele (sveti Danijel) anche se talune fonti lo citano come sant'Angelo (sveti Angel) o Arcangelo (Arhangel).
La parte antica del paese è costituita da un piccolo borgo di origine medievale posto poco sotto la sommità di un modesto colle (colle Turn, 364 m) nel Carso occidentale dal quale si gode un'ampia vista. Il borgo ha subito danni nel corso di entrambe le guerre mondiali e tali ferite sono ancora presenti nella località. Questa parte alta della località conserva però ancora la caratteristica abitativa carsica con delle costruzioni a schiera, a struttura romanica e gotica, con strette viuzze che confluiscono in piccoli slarghi spesso dominati da pozzi monumentali. Si è successivamente sviluppata una parte bassa del paese più moderna posta lungo l'asse viario che collega la conca goriziana con il Carso centrale. Possiede anche una stazione ferroviaria lungo la ferrovia Jesenice-Trieste, facente parte del complesso della Transalpina.
È capoluogo di una delle 20 comunità locali in cui si suddivide il comune.

## Geografia fisica

### Alture principali
Turn, 363 m; Hrib, 348 m; Gabršček, 346 m; Ostri vrh, 301 m; Lukovska Skratlevica, 434 m.

## Storia

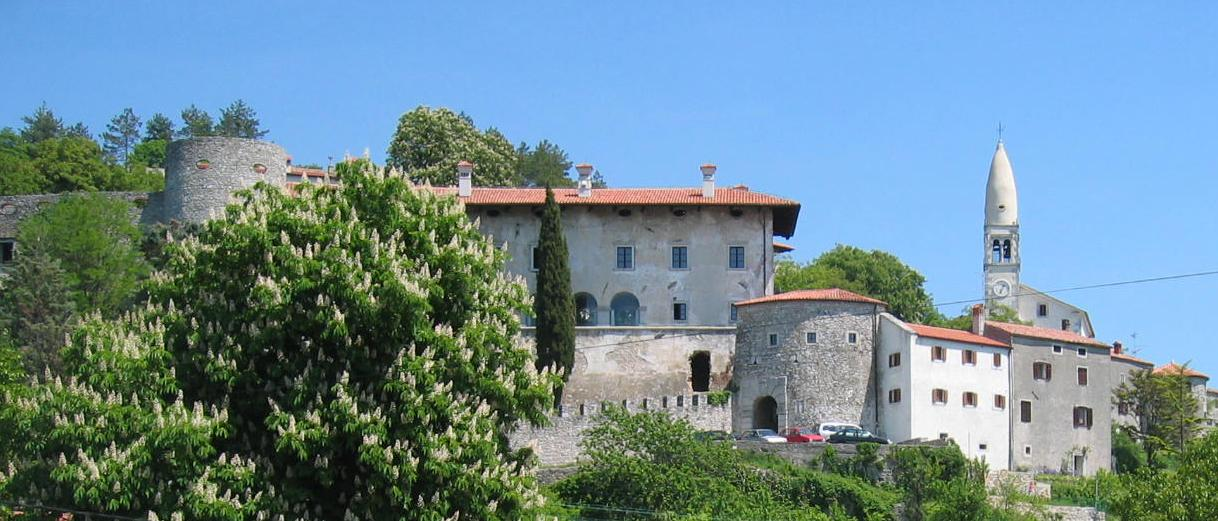
Il castello e la chiesa di San Daniele

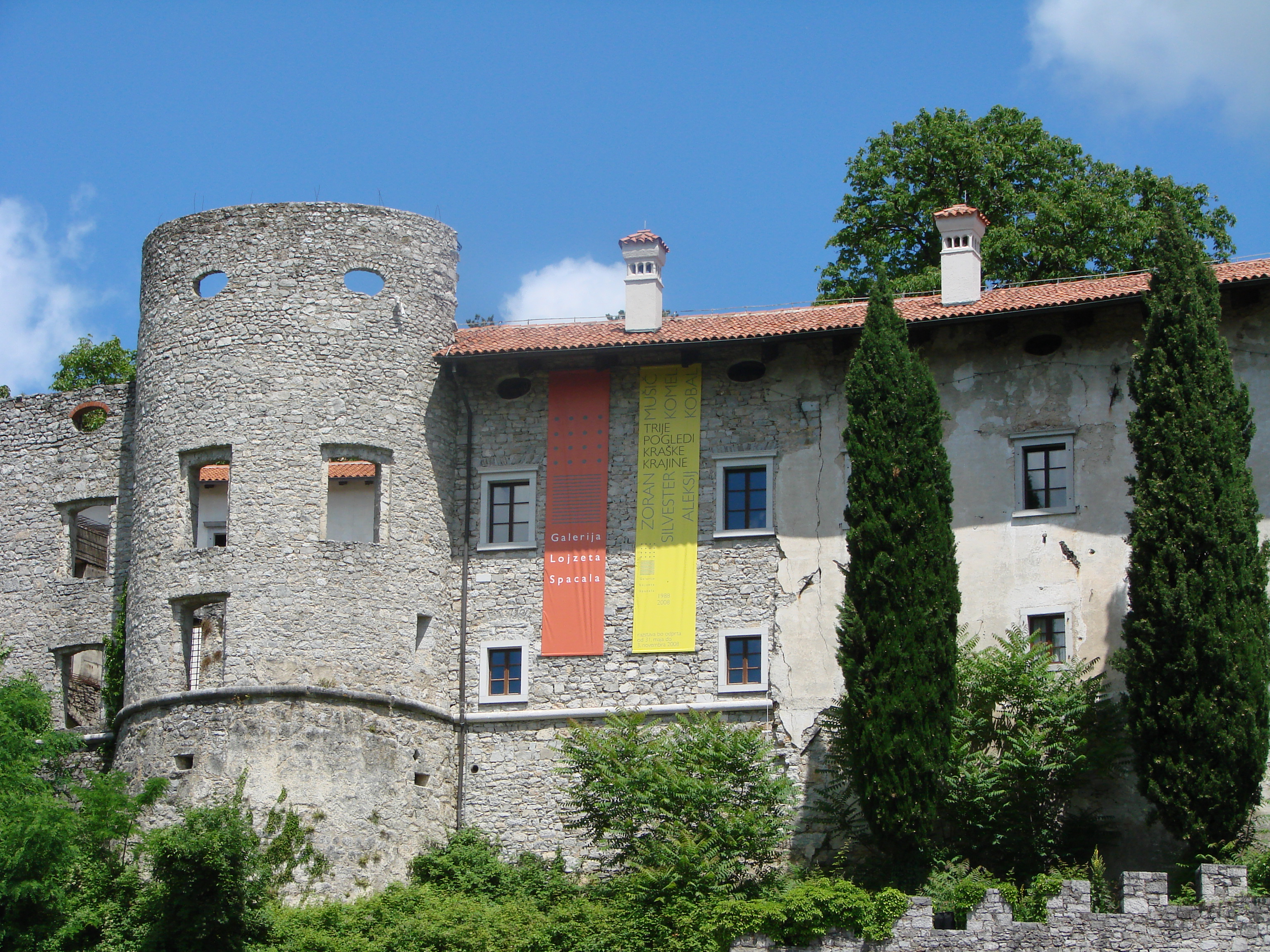
Il castello di San Daniele del Carso

Zona frequentata già nell'antichità (i primi insediamenti risalgono alla civiltà di Hallstatt, quando sulla cima del colle Turn sorse il primo castelliere) assunse grande importanza nel periodo romano stante la sua vicinanza con il sistema di fortificazioni creato a protezione delle Alpi Giulie o Carso della regione giuliana. Sulla sommità del colle vi è la ghiacciaia Ledanica o Gledanica ove si trovano i resti di una torre di avvistamento da cui gli antichi romani potevano controllare facilmente il transito verso l'Italia.
Dopo la caduta dell'Impero romano d'Occidente, e la parentesi del Regno ostrogoto, a seguito della Guerra gotica promossa dall'imperatore Giustiniano I il suo territorio entrò a far parte dei domini bizantini.

Dopo la calata, nel 568, attraverso la Valle del Vipacco nell'Italia settentrionale dei Longobardi, seguiti poi da popolazioni slave, rimase sotto dominio bizantino (il confine tra l'Istria bizantina e il Regno longobardo era fissato su una linea poco più a nord che da Sistiana passava per Sella di Bivio). Dopo una parentesi di dominazione longobarda dal 751 ad opera del loro re Astolfo, questa parte del Carso assieme all'Istria tornò in mano bizantine dal 774.
Annientati i Longobardi, Carlo Magno, re dei Franchi, nel 788 occupò anche l'Istria bizantina inglobandola nel Regnum Italiae affidato da Carlo al figlio Pipino; nell'803 venne istituita la Marchia Austriae et Italiae che comprendeva il Friuli, la Carinzia, la Carniola e l'Istria. Alla morte di Pipino nell'810, il territorio passò in mano al figlio Bernardo.

Con la morte di Carlo Magno nell'814 la carica imperiale passò a Ludovico I che affidò il Regno d'Italia al suo primogenito Lotario, il quale già nell'828 (dopo aver deposto Baldrico per non aver saputo difendere le frontiere orientali dagli Slavi) divise la parte orientale del Regno, ossia la Marca Orientale (o del Friuli), in quattro contee: Verona, Friuli, Carniola e Istria (comprendente il Carso e parte della Carniola interna). Da allora le contee del Friuli e dell'Istria vennero conglobate nella nuova “marca d'Aquileia”, come parte del Regno d'Italia.
In seguito al trattato di Verdun, nell'843, il suo territorio entrò a far parte della Lotaringia in mano a Lotario I e più specificatamente dall'846 della Marca del Friuli, in mano al marchese Eberardo a cui succedettero prima il figlio Urnico e poi l'altro figlio Berengario.
Cessato il dominio franco con la deposizione di Carlo il Grosso, Berengario, divenuto re d'Italia, passò il marchesato aquileiese al suo vassallo Vilfredo che venne poi nell'895 da lui nominato marchese del Friuli e dell'Istria.
Nel 951 passò alla Marca di Verona e Aquileia; dopo un'iniziale sottomissione al Ducato di Baviera dal 952, nel 976 passò al Ducato di Carinzia appena costituito dall'imperatore Ottone II.
Nel 1077 passò al Principato ecclesiastico di Aquileia.

Dal 1200 passò ai Conti di Gorizia (in seguito divenne noto come Antiquorum Goritianum Comitum Residentia, ossia Antica residenza dei Conti di Gorizia), in quanto advocati del patriarca, e dai quali acquisirono gradualmente una larga parte dei territori, frazionati in feudi minori fra i loro ministeriali, i veri e propri strumenti di governo comitale sul Carso e la vicina Istria.
Nel 1500, assieme al resto della Contea di Gorizia, passò alla Casa d’Asburgo.

Nel 1508, durante la guerra austro-veneta, le truppe venete occuparono il paese per un anno.

Tornato alla Contea di Gorizia (il paese venne affidato ai conti di Cobenzl di Prosecco), nel 1512 entrò insieme ad essa nel Circolo austriaco del Sacro Romano Impero, per poi far parte, dal 1754, della Contea di Gorizia e Gradisca.
Con il trattato di Schönbrunn (1809) entrò a far parte delle Province Illiriche.
Col Congresso di Vienna nel 1815 San Daniele (Štanjel, Sankt Daniel) rientrò in mano austriaca nella Contea di Gorizia e Gradisca e nel Regno d'Illiria come comune catastale autonomo. Esso comprendeva i villaggi di Bandel (Čipi, l'attuale Čipnje), Lisjaki e Lucoviz (Lukovec, Lukovic, Lukavec o Lukoviz); passò in seguito sotto il profilo amministrativo al Litorale austriaco nel 1849 come comune amministrativo autonomo a cui si aggiunsero i comuni catastali di Cobdill (Kobdil), Coboli (Koboli) e Hruševica (o Hrusovica). Cobilaglava (Kobilaglava o Kobjaglava) e Duplezze (Tupelče) vennero aggregate in un primo tempo a San Daniele, ma riacquisirono la propria autonomia negli ultimi decenni del XIX secolo.
Nel diciottesimo secolo, una volta estinti i Cobenzl, divennero proprietari del castello di San Daniele i Coronini–Cromberg. Dopo di loro con rapida rotazione si ricordano i Ritter de Zahony, i Colloredo e i baroni Parisi di Trieste.
Dopo la prima guerra mondiale fu annesso al Regno d’Italia e venne congiunto alla provincia di Gorizia come comune autonomo con le medesime frazioni del periodo asburgico.

In seguito all'abolizione della stessa Provincia nel 1923, passò alla provincia del Friuli. Nello stesso anno il nome del paese venne modificato in San Daniele del Carso. Nel 1927, con la ricostituzione della provincia di Gorizia, ritornò ad essere inquadrato in quest'ultima. Nel 1928 il comune s'ingrandì assorbendo i comuni di Cobbia e di Gabria.
A questa data quindi il comune comprendeva le frazioni di:
- San Daniele/San Daniele del Carso, con i centri di Crussevizza/Crussevizza di San Daniele (Hruševica), Cobdil/Cobidil di San Gregorio (Kobdil), Coboli/Cobolli (Koboli), Lisiachi/Lissiachi (Lisjaki) e Lucavez/Locavizza di San Daniele (Lucavec);
- Cobilaglava/Cobbia (Kobjeglava), con il centro di Tupelze/Villa Tupelce (Tupelče);
- Gaberie/Gabria (Gaberje), con il centro di Dolauci/Dolanzi (Gorenja Branica).[25][29]

Tra il 1945 e il 1947, trovandosi a ovest della linea Morgan fece parte, assieme a tutto il Carso di Comeno, della Zona A della Venezia Giulia sotto il controllo Britannico-Americano del Governo Militare Alleato (AMG); passò poi alla Jugoslavia e quindi alla Slovenia.

## Monumenti e luoghi d'interesse
Il feudatario risiedeva in un castello, ricostruito nel XVI sec., oggi in parte adibito a museo storico nonché a museo delle opere del pittore sloveno Lojze Spacal, nato a Trieste nel 1907 da genitori originari di Castagnevizza e insignito del premio San Giusto d'Oro nel 1977.
La parrocchiale risale anch'essa al XVI sec., ampliata nel XVIII sec.
Lungo la strada che giunge da sud-est, presso l'ingresso della torre di Cobidil, è situato il giardino dei Ferrari. Opera dell'architetto Max Fabiani, è stato costruito tra gli anni venti e trenta per conto del cognato, il medico triestino Enrico Ferrari.
Da segnalare poi la tipica casa carsica, posta alla confluenza di tre strade poco sopra la chiesa, adiacente ad uno dei pozzi monumentali.
Nel 2001 fu realizzata, con l'aiuto dell'Unione europea, la via Fabiani, una passeggiata panoramica che si snoda tra le vie del villaggio fino ai boschi del circondario.

## Infrastrutture e trasporti
Il centro abitato è servito dall'omonima stazione ferroviaria, posta sulla linea Jesenice-Trieste.